# Olin D. Johnston

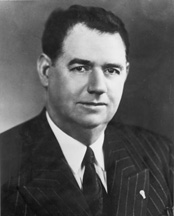
Olin DeWitt Talmadge Johnston

Olin DeWitt Talmadge Johnston oder Olin D. Johnston (* 18. November 1896 nahe Honea Path, South Carolina; † 18. April 1965 in Columbia, South Carolina) war ein US-amerikanischer Politiker aus dem Bundesstaat South Carolina und Mitglied der Demokratischen Partei. Er war zwischen 1935 und 1939 sowie zwischen 1943 und 1945 US-Gouverneur von South Carolina. Des Weiteren war er von 1945 bis zu seinem Tod im Jahre 1965 US-Senator von South Carolina.

## Frühe Jahre und politischer Aufstieg
Johnston schrieb sich 1913 an dem Textile Industrial Institute, heute Spartanburg Methodist College, ein und graduierte dort ein Jahr später. Anschließend besuchte er das Wofford College. Nach dem amerikanischen Eintritt in den Ersten Weltkrieg unterbrach Johnston sein Studium und trat der Armee bei. Nach dem Krieg kehrte Johnston an das Wofford College zurück und graduierte dort 1921. Danach studierte er an der University of South Carolina Jura. Zwischen 1923 und 1924 und nochmals von 1927 bis 1930 war Johnston Abgeordneter im Landesparlament von South Carolina. Als junger Abgeordneter war er ein Fürsprecher der staatlichen Textilfabrikarbeiter. Seine Hauptleistung lag in einer Gesetzeseinführung, die zur Folge hatte, dass die Fabrikbesitzer ein Kanalisationsnetz in den Fabrikdörfern bauen mussten.

## Gouverneur von South Carolina
Johnston bestritt 1930 seinen ersten Wahlkampf um die Stelle des Gouverneurs von South Carolina. Bereits da führte er die innerparteiliche Kandidatenliste bei der Vorwahl an. Bei der darauf folgenden Stichwahl erlitt er jedoch eine Niederlage. Der Vorsprung seines Konkurrenten Ibra Charles Blackwood lag bei ungefähr 1.000 Stimmen. Vier Jahre später konnte er sich innerhalb seiner Partei gegen den früheren Gouverneur Coleman Livingston Blease durchsetzen. Die Wahlen am 6. November 1934 gewann er dann ohne Gegenkandidaten. Gleich zu Beginn seiner Amtszeit wurde ein Gesetz erlassen, das den Verkauf und den Handel mit Alkohol nach dem Ende der Prohibition in South Carolina regelte. Auch ein Wohlfahrtsprogramm wurde verabschiedet. Der Gouverneur setzte sich für eine bessere Bildungspolitik ein und verbot Kinderarbeit für Kinder unter sechzehn Jahren. Im Oktober 1935 kam es zu einem Konflikt mit seinem Verkehrsministerium (Highway Department). Ursprünglich ging es um einen Disput um die Besetzung der Ämter in dieser Behörde. Nachdem die Angelegenheit nicht zur Zufriedenheit des Gouverneurs geregelt werden konnte, mobilisierte er die National Garde und ließ das Ministerium besetzen, dem er inzwischen Unregelmäßigkeiten vorwarf. Am Ende wurde aber festgestellt, dass seine Vorwürfe unbegründet waren. Johnston verlor dadurch seine Befugnis zur Ernennung der Highway Kommissare, eine Vollmacht, die die Gouverneursbehörde nie mehr wieder zurückgewonnen hat. Johnston schlug auch eine Reihe von Gesetzesentwürfen vor, die die staatlichen Textilarbeiter unterstützen sollten. Als leidenschaftlicher New Dealer, führte Johnston forcierend sein Gesetzesprogramm durch das Abgeordnetenhaus, um im Senat zu scheitern. Es wurde der berühmteste Kampf zwischen einem Gouverneur und der Gesetzgebung in South Carolina’s Geschichte. In seiner Amtszeit wurde auch das erste staatliche Arbeitsministerium und die erste Industriekommission gebildet. Des Weiteren wurde unter seiner Führung ein bedeutendes großes ländliches Elektrifizierungsprojekt gestartet.
Da die damalige Verfassung eine direkte Wiederwahl des Gouverneurs ausschloss, bewarb sich Johnston 1938, allerdings erfolglos, um einen Sitz im US-Kongress. Im Jahr 1942 schaffte er dann die Rückkehr in das Amt des Gouverneurs. Diese zweite Amtszeit war von zwei besonderen Ereignissen geprägt. Zum einen musste der Gouverneur die Kriegsanstrengungen der Bundesregierung unterstützen, Mobilmachungen und Einberufungen in den Militärdienst organisieren und die Kriegsproduktion ankurbeln. Das andere Thema war der Versuch der Unterlaufung eines Urteils des Obersten Gerichtshofs der USA vom 3. April 1944,Smith v. Allwright, der es den Afro-Amerikanern in Texas erlaubte, an Vorwahlen (Primaries) teilzunehmen. Um die Übertragung dieses Urteils auf South Carolina zu umgehen, wurden die staatlichen Bestimmungen über Vorwahlen abgeschafft und den Parteien als private Organisationen übertragen. Diese wiederum waren damit nicht an das Urteil gebunden und Schwarze waren weiterhin von der Teilnahme an Vorwahlen ausgeschlossen.

## Weitere Karriere
Am 3. Januar 1945 gab er seinen Rücktritt als Gouverneur von South Carolina bekannt, um ein Mandat im US-Senat anzutreten. Diesen Posten behielt er bis zu seinem Tod im Jahr 1965. Über etliche Jahre war er der Vorsitzende des nicht mehr bestehenden Post Office Committee. Johnston war nicht so konservativ, wie die meisten anderen Südstaatensenatoren. Er behielt stets eine populistische Haltung zu vielen wirtschaftlichen Themen. Anders als die meisten Südstaatendemokraten, war Johnston gegen das gewerkschaftsfeindliche Taft-Hartley Wirtschaftsgesetz von 1947. Zu merken war dies zum Beispiel 1964 bei seiner Abstimmung über zwei Gesetzesentwürfe, den War on Poverty und dem Medicare, was in seinem letzten Jahr im Amt geschah. Johnston war gegen die Bürgerrechtsgesetzen. Er unterschrieb das 1956 Southern Manifesto, ein Protestschreiben, das gegen die Rassenintegration und damit die Gleichberechtigung der Schwarzen war. Indes war Johnston landesweit keine herausragende Figur, aber doch in seinem Heimatstaat sehr gut etabliert. Er behielt ungeachtet der Herausforderung von Strom Thurmond 1950 und von Fritz Hollings 1962 seinen Sitz in den demokratischen Vorwahlen. In beiden Fällen war Johnston der freiheitliche Kandidat. Hollings, damals Gouverneur, griff den Senator mit der Kritik „das Werkzeug der nördlichen Wirtschaftsbosse“ zu sein an.
Olin DeWitt Talmadge Johnston verstarb am 18. April 1965 in Columbia, South Carolina. Er wurde auf dem Barkers Creek Baptist Church Cemetery in Honea Path, South Carolina beerdigt.

## Familie
Johnstons Tochter, Elizabeth Johnston Patterson (1939–2018), vertrat den vierten Kongressbezirk von South Carolina im US-Repräsentantenhaus zwischen 1987 und 1993. Sie war auch 1994 demokratische Kandidatin für das Amt des Vizegouverneurs von South Carolina.

## Bibliografie
- Dictionary of American Biography; Huss, John. Senator for the South: A Biography of Olin D. Johnston. Garden City, N.Y.: Doubleday, 1961.